# 曾陶鎔
曾陶鎔（直译：「比紹·估紐」，1991年4月27日—），臺灣棒球選手，擁有太魯閣族（父系）及魯凱族（母系）血統，綽號「大目仔」、「陶鎔大帝」、「噴火鎔」，曾效力中華職棒中信兄弟、味全龍，2024年起效力於臺中台壽霸龍成棒隊。

## 職棒生涯
曾陶鎔於2015季中選秀由中信兄弟於第十輪選中，在二軍以強打為名，一度為打擊率、打點與全壘打「三冠王」。然而因為較無守備位置，而必須在一軍從板凳出發，其亦自認守備不好，因此於2015年冬季聯盟加強磨練，期待能在未來成為球隊主將。
2017年5月5日單場打出3支全壘打，隔日的首打席再度開轟，成為中職史上第一位跨場連四打席全壘打的球員，而且是單場雙響砲，更是史上第一位連兩天共計5轟的球員，該季共擊出15發全壘打。
2019年11月底，中職替新球隊舉辦的「擴充特別選秀會」中，曾陶鎔被味全龍隊挑中。
2021年3月23日，於味全龍對戰樂天桃猿的賽事中，擊出味全龍重返一軍後的首支滿貫全壘打。
2023年11月30日，沒有被球隊放進60人名單，也未獲簽回，遭到味全龍釋出。
2024年4月27日，中信金控旗下台灣人壽冠名贊助的業餘隊臺中台壽霸龍成棒隊宣佈網羅曾陶鎔。
2025年2月13日，透過社群媒體Instagram宣布退休。

## 經歷
- 桃園縣幸福國小少棒隊
- 桃園縣光明國中青少棒隊
- 高雄縣高苑工商青棒隊
- 高苑科技大學棒球隊
- 中華職棒La New二軍借將（2010年）
- 台東綺麗珊瑚成棒隊（2013年）
- 國訓中心棒球隊（2013年9月－2014年8月），期間參與爆米花夏季聯盟至退伍
- 台東綺麗珊瑚成棒隊（2014年9月－2015年7月）
- 中華職棒中信兄弟（2015年8月10日－2019年）
- 中華職棒味全龍（2020年－2023年）
- 台中台壽霸龍隊 (2024年）

## 職棒生涯紀錄
| 年度 | 球隊     | 出賽 | 打數 | 安打 | 全壘打 | 打點 | 盜壘 | 四死 | 三振 | 壘打數 | 雙殺打 | 打擊率 | 上壘率 | 長打率 | OPS   |
| ---- | -------- | ---- | ---- | ---- | ------ | ---- | ---- | ---- | ---- | ------ | ------ | ------ | ------ | ------ | ----- |
| 2015 | 中信兄弟 | 2    | 6    | 1    | 0      | 0    | 0    | 1    | 4    | 1      | 0      | 0.167  | 0.286  | 0.167  | 0.453 |
| 2016 | 中信兄弟 | 26   | 59   | 19   | 1      | 4    | 0    | 4    | 23   | 31     | 3      | 0.322  | 0.359  | 0.525  | 0.884 |
| 2017 | 中信兄弟 | 90   | 251  | 67   | 15     | 50   | 12   | 34   | 106  | 127    | 8      | 0.267  | 0.354  | 0.506  | 0.860 |
| 2018 | 中信兄弟 | 22   | 36   | 6    | 1      | 5    | 0    | 3    | 13   | 11     | 0      | 0.167  | 0.225  | 0.306  | 0.531 |
| 2019 | 中信兄弟 | 30   | 43   | 11   | 0      | 2    | 1    | 3    | 10   | 13     | 2      | 0.256  | 0.304  | 0.302  | 0.606 |
| 2021 | 味全龍   | 69   | 216  | 50   | 6      | 29   | 2    | 23   | 81   | 85     | 3      | 0.231  | 0.304  | 0.394  | 0.698 |
| 2022 | 味全龍   | 26   | 79   | 15   | 1      | 8    | 1    | 13   | 36   | 20     | 2      | 0.190  | 0.304  | 0.253  | 0.557 |
| 2023 | 味全龍   | 15   | 52   | 13   | 3      | 14   | 0    | 4    | 19   | 24     | 1      | 0.250  | 0.304  | 0.462  | 0.766 |
| 合計 | 8年      | 280  | 742  | 182  | 27     | 112  | 16   | 85   | 292  | 312    | 19     | 0.245  | 0.322  | 0.420  | 0.742 |

## 特殊紀錄
- 2015年10月11日於天母球場面對統一7-ELEVEn獅隊投手廖文揚，擊出職棒一軍生涯首支安打。
- 2016年10月10日於台南球場面對統一7-ELEVEn獅隊投手邱浩鈞，擊出陽春全壘打追平比數，為職棒一軍生涯首支全壘打。該場比賽並以四支安打獲得單場最有價值球員。[9]
- 2017年3月25日於新莊球場面對富邦悍將隊投手黃勝雄，擊出代打三分全壘打。
- 2017年5月5日於澄清湖球場面對富邦悍將隊投手神盾及蔡明晉擊出三響砲，為中華職棒史上第21人。
- 2017年5月6日於澄清湖球場面對富邦悍將隊投手羅力擊出全壘打，跨場連四打席開轟，為中華職棒史上第一人，同日面對羅力及增菘瑋擊出單場雙響炮，兩天共擊出五支全壘打，也是中華職棒史上第一人。
- 2017年6月6日於洲際棒球場面對統一7-ELEVEn獅隊投手江辰晏，擊出生涯首支滿貫全壘打。

## 外部連結
- 曾陶鎔在台灣棒球維基館上的頁面（繁體中文）
- 曾陶鎔在中華職棒官網 （中文）和Baseball-Reference （英文）上的頁面
- 曾陶鎔-鎔化你的心應援團的Facebook專頁
- 曾陶鎔-比紹的Facebook專頁
- 曾陶鎔的Instagram帳戶